# Ophrys bertolonii
L'ofride di Bertoloni (Ophrys bertolonii Moretti, 1823) è una pianta appartenente alla famiglia delle Orchidacee.
Il nome della specie è un omaggio al medico e botanico sarzanese Antonio Bertoloni (1775 - 1869).

## Descrizione

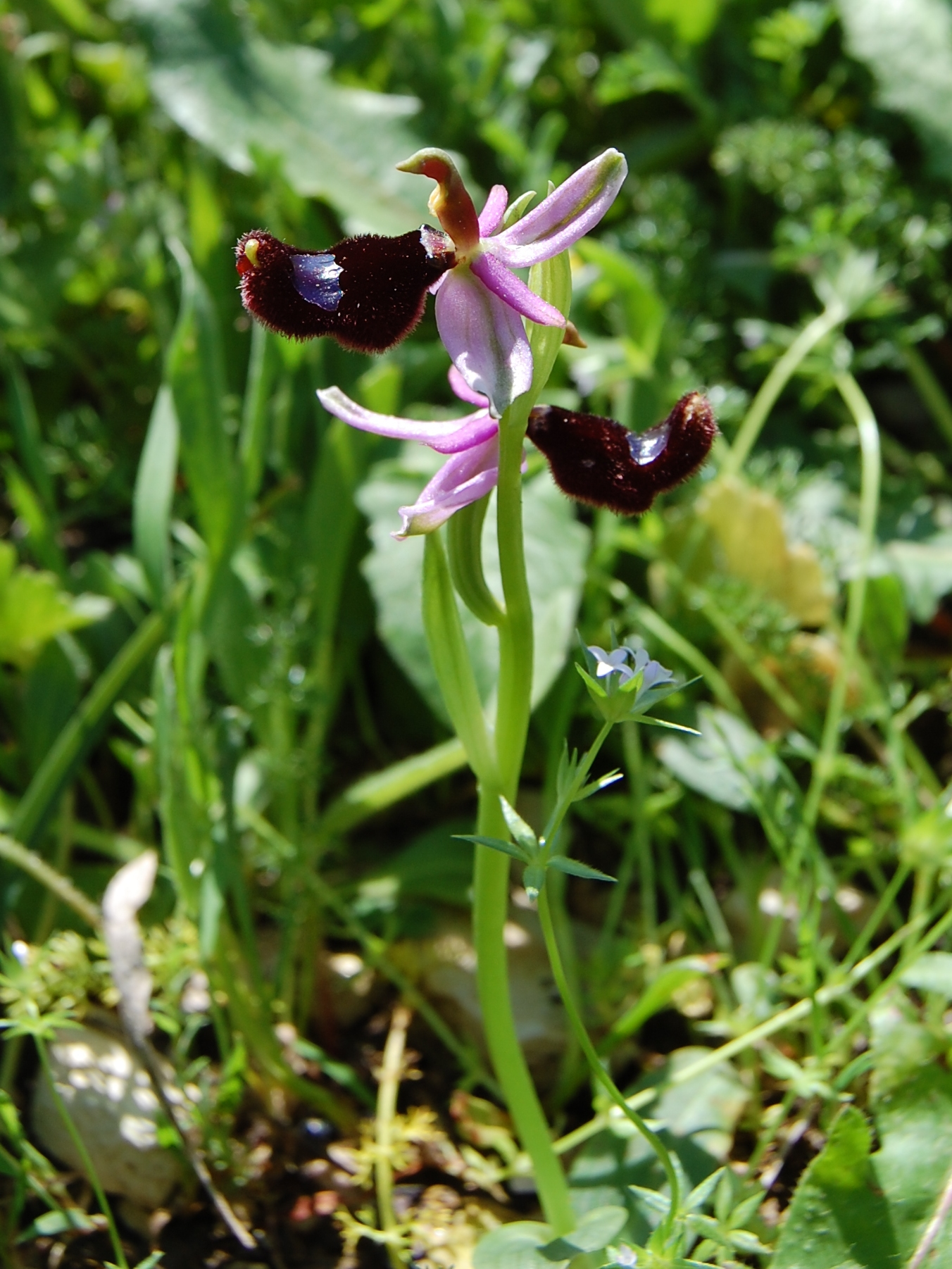

È una pianta alta 15–25 cm, con foglie oblungo-lanceolate, disposte in rosetta, le superiori disposte a guaina.
I fiori, in numero variabile da 2 a 8, sono riuniti in infiorescenze piuttosto lasse. 
I sepali sono ovato-lanceolati, concavi, da biancastri a rossastri,  mentre i petali lineari-lanceolati, sono rosei o porporini, con margine più scuro e ciliato. Il labello, che può essere intero o trilobato, è a forma di sella, peloso, con uno specchio apicale glabro, lucido e violaceo, cui si deve il nome comune di fior di specchio, e con una appendice apicale giallo-verdastra. Il ginostemio è slanciato  e termina con un evidente rostro appuntito che richiama la testa di un uccello, con due pseudoocchi che, nella specie tipo, sono separati dalla cavità stigmatica da una piccola porzione piana. La suddetta cavità è inoltre di forma rettangolare, più alta che larga.
Fiorisce da marzo a giugno.

## Biologia
Si riproduce per impollinazione entomofila, ad opera degli imenotteri Megachile parietina, M.pyrenaica e M. sicula (Megachilidae). La forma a sella del labello di O. bertolonii si adatta a quella assunta da questi insetti che inarcano l'addome durante la copula.

## Distribuzione e habitat
La specie ha un areale centro-mediterraneo che comprende l'Italia peninsulare e la Sicilia, la Grecia e la penisola balcanica.
Predilige i suoli calcarei asciutti. Gli habitat usuali sono i pascoli, le garighe e i terreni sassosi, sino a 1000 m di altitudine.

## Tassonomia

### Sottospecie
In passato venivano riconosciute le seguenti sottospecie:
- Ophrys bertolonii subsp. bertolonii - sottospecie nominale, a diffusione stenomediterranea
- Ophrys bertolonii subsp. benacensis (sin.: Ophrys benacensis) - diffusa in Italia settentrionale
- Ophrys bertolonii subsp. balearica (sin.: Ophrys balearica) - endemica delle isole Baleari
- Ophrys bertolonii subsp. bertoloniiformis (sin.: Ophrys bertoloniiformis) - endemica del Gargano
- Ophrys bertolonii subsp. drumana (sin.: Ophrys drumana) - endemica del sud-est della Francia, segnalata anche in Liguria occidentale
- Ophrys bertolonii subsp. explanata (sin.: Ophrys explanata) -  endemica della Sicilia

Attualmente tutte queste entità sono poste in sinonimia con Ophrys × flavicans Vis., entità di origine ibridogena, frutto dell'incrocio tra O. bertolonii e O. sphegodes..

### Ibridi

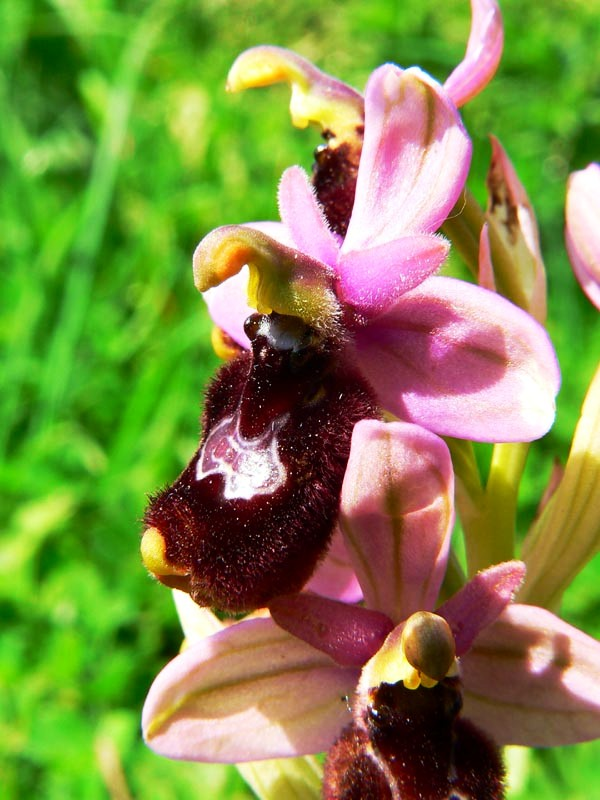
Ophrys × inzengae

- Ophrys x anxantina  R. Congedo (2010)  (O. bertolonii × Ophrys sicula)
- Ophrys × cataldii  Gölz (1971)  (O. bertolonii × Ophrys bombyliflora)
- Ophrys × chimaera (O. bertolonii × O. sulcata)
- Ophrys × couloniana (O. bertolonii × O. promontorii)
- Ophrys × cugniensis (O. bertolonii × O. lutea)
- Ophrys × degiorgii  Ruggiero, Bianco, Medagli & D'Emerico (Ophrys fuciflora subsp. apulica × O. bertolonii)
- Ophrys × enobarbia (O. bertolonii × O. fuciflora)
- Ophrys × flavicans (O. bertolonii × O. sphegodes subsp. araneola)
- Ophyrs × grottagliensis  Gölz & Reinhard (O. bertolonii × Ophrys passionis)
- Ophrys × inzengae (O. bertolonii × O. tenthredinifera subsp. neglecta)
- Ophrys × lumenii (O. bertolonii × O. speculum)
- Ophrys × lupiae (O. bertolonii × O. incubacea × O. tenthredinifera)
- Ophrys × lyrata (O. bertolonii × Ophrys incubacea)
- Ophrys × monopolitana  H.Baumann &  Künkele  (O. bertolonii × Ophrys tarentina)
- Ophrys × neowalteri (O. bertolonii × O. sphegodes subsp. araneola)
- Ophrys × salvatoris (O. bertolonii × O. argolica subsp. biscutella)
- Ophrys × sorrentini (O. bertolonii × O. tenthredinifera)
- Ophrys × spuria (O. bertolonii × O. fusca)
- Ophrys × vittoriana H.Baumann & Künkele, 1986 (O. bertolonii × Ophrys sphegodes subsp. lunulata)